# Rovellasca
Rovellasca är en ort och kommun i provinsen Como i regionen Lombardiet i Italien. Kommunen hade 7 804 invånare (2018).